# ALL WORDS COA PROJECT
ALL WORDS COA PROJECT（オール ワーズ コア プロジェクト、通称 AWC）は、ポエトリー・リーディングイベントをプロデュースする団体。2005年1月9日、大阪市港区弁天埠頭で開催した「Osaka Poetry Night」を機に発起された。

## 概要
文化の一般認知向上、振興をはかる目的で、詩人、飛火野椿（ひびのつばき）と、坂本健一が発起した。各地有志の自主性、主体性による全国展開を先ずの目標としている。

## 開催地
2012年7月現在、定期開催地としては大阪、京都、兵庫、香川、青森、秋田、沖縄。不定期開催地としては東京、埼玉、神奈川、静岡、宮城、新潟、岡山、奈良。単発開催地としては長崎、福岡、中国上海市、中国江西省南昌市。定期開催があった場所は広島、愛媛である。

## コンセプト
設立時の基本キャッチフレーズは「フルオープン・フルメインキャスト」、「声は広く発してこそ価値のあるもの」。

## マスメディアの紹介
- 大阪日日新聞
- リビング新聞
- 四国新聞
- 2006年12月25日、他 デーリー東北
- 2008年4月20日、他 秋田魁新報